# Ґринджоли (гурт)
Ґринджо́ли (англ. GreenJolly) — український музичний гурт з Івано-Франківська. Прославився за виконання пісні «Разом нас багато, нас не подолати», яка стала гаслом Помаранчевої революції. З нею гурт переміг на національному відборі на Пісенний конкурс Євробачення 2005, де посів 19 місце.

## Історія
Лідери гурту — Роман Калин (екс «Захід», «Минула юнь») і Роман Костюк — здружились 1992 року, коли стали учасниками веселого Івано-Франківського гурту «Нема Марлі» — грали ямайські реґі з домішками української автентики.
Гурт «Ґринджоли» було створено 1997 року в Івано-Франківську, ставши наступником «Нема Марлі», у якого була на той час пісня «Ґринджоли». Назва утворена від слова «ґринджоли» («дерев'яні сани»), яке фонетично ідентичне англійському словосполученню green jolly («зелений веселий» або «зелені веселі»). Учасниками новоствореного гурту стали Роман Калин (вокал, бас-гітара), Роман Костюк (гітара) й Олександр Уніцький (клавішні, саксофон; екс «Бункер Йо»).
У жовтні 1998 року «Ґринджоли» стали лауреатами другої премії фестивалю «Майбутнє України», в січні 1999-го — другої премії фестивалю «Мелодія», в листопаді 1999-го — третьої премії на «Перлинах сезону». З часом Роман Калин та Роман Костюк створили власну студію звукозапису «Рому Рекордс»; Роман Костюк працював звукорежисером на радіо «Західний полюс», а Роман Калин був диктором на місцевому телебаченні «Третя студія».
У 2003—2004 роках Роман Калин та Роман Костюк взяли участь у створенні та виданні дебютного альбому гурту «Фліт» під назвою «Світ такий…». У листопаді 2004-го, після першого ж революційного мітингу в рідному Івано-Франківську, два Романи зажевріли створити пісню, яка надихнула б мітингувальників. На запис пішло чотири години, вони відразу ж заспівали її на місцевому майдані. Хтось виклав пісню в Інтернет, й наступного дня її вже співали в Києві. Так пісня «Разом нас багато» стала гімном Помаранчевої революції, а «маловідомий провінційний» (як їх на той час частіше називали[джерело?]) гурт «Ґринджоли» водночас став знаменитим. Пісня «Разом нас багато» стала хітом не лише в Україні, але й за кордоном. Того ж 2004 року записується сингл гурту з однойменною назвою.
2005 року гурт узяв участь у пісенному конкурсі «Євробачення» з адаптованим варіантом пісні «Разом нас багато» та посів 19-те місце. Костюми для учасників надала Лілія Пустовіт, постановкою займався хореограф Костянтин Томільченко. Останній також був задіяний у підтанцьовці — Костянтин Томільченко разом з танцівником Дмитром Дзандзарою танцюють зі скутими руками та розривають кайдани в кінці пісні. Того ж 2005 року з «Ґринджолами» підписав контракт лейбл Ukrainian records, засновником якого є Андрій Даховський, і до кінця року гурт випустив свій перший альбом «Хай буде так». Альбом складається з 16 композицій. На пісні «Весілля», «Я не знаю слова досить» і «Разом нас багато» знято кліпи. В Росії альбом випустила російська компанія «M2BA/Music World». У російському варіанті гурт представлений як GreenJolly. Також було перевидано сингл «Разом нас багато» зі включеними відео та піснею на конкурс «Євробачення».
У 2005—2006 роках «Ґринджоли» здійснили тур по Україні, а також за кордоном, зокрема у Ватикані. У березні 2006 року соліст гурту Роман Калин балотувався до Івано-Франківської обласної ради від партії «Пора!». Проте депутатом не став, оскільки партія не подолала 3 % бар'єр.
2008 року гурт записав новий альбом — «Любиш — не любиш», до якого увійшли 11 композицій. Тоді ж майже повністю оновлюється склад гурту. Попри це, колективна діяльність протривала лише до 2009-го. Так, з 2010 року гурт фактично існує лише в особі Романа Калина, який продовжує періодично виконувати пісні гурту, а також записувати нові композиції. У грудні 2013 року Калин був запрошений для участі в програмі «Зелений вогник» на каналі «ТВі», де він виконав пісню «Разом нас багато», а також записав нову пісню «Лети, неначе птах», присвячену «Євромайдану». Роман Калин зауважує, що міг би зібрати гурт знову, але займається власною творчістю та продюсуванням інших артистів.

## Склад гурту
- Роман Калин — вокал
- Юрій Попов — гітара
- Юрій Гринюк — бас
- Віктор Калин — клавішні
- Костянтин Шмалько — ударні
- Андрій Блажей — бек-вокал

## Колишні учасники
- Роман Костюк — гітара, бек-вокал
- Олександр Уніцький — клавішні
- Ігор Озарко — барабани
- Андрій Пісецький — клавішні, аранжування, бек-вокал
- Дмитро Мелічев — бас-гітара
- Олександр Бабічев — барабани

## Дискографія

### Альбоми
- «Хай буде так» (2005)
- «Любиш — не любиш» (2008)

### Сингли
- «Разом нас багато» (сингл) (2004)
- «Razom nas bahato» (інтернаціональний сингл) (2005)
- «Весілля» (2008)
- «Я не знаю слова „досить“» (2008)

## Кліпи
- Разом нас багато (1 версія, 2004)
- Jest Nas Wielu (2 версія, 2005)
- Разом нас багато (Eurovision version, 2005)
- Весілля (2008)
- Весілля (remix, 2008)
- Я не знаю слова «досить» (2008)

## Цікавинки
- Тема пісні «Разом нас багато» звучить у першому українському анімаційному мультсеріалі «Лис Микита».
- Під час виступу на конкурсі «Євробачення» на скроні Романа Калина було вистругане слово «Peace» (в перекладі з англійської — «Мир»)